# Pohár FAČR 2023-2024
La Coppa della Repubblica Ceca 2023-2024 di calcio (in ceco Pohár české pošty), conosciuta anche come MOL Cup per ragioni di sponsorizzazione, è stata la 31ª edizione del torneo, iniziata il 27 luglio 2023 e terminata il 22 maggio 2024.
Il titolo è stato vinto dallo Sparta Praga, che ha sollevato la sua sedicesima coppa nazionale.

## Partite

### Extra Turno preliminare
Quattordici squadre hanno preso parte al turno preliminare extra.

### Turno preliminare
| Squadra 1                | Risultato         | Squadra 2                   |
| ------------------------ | ----------------- | --------------------------- |
| 28 luglio 2023           |                   |                             |
| TJ Slovan Bzenec         | 0 – 3             | Sokol Lanzhot               |
| AFC Humpolec             | 1 – 3             | Žďas Žďár nad Sázavou       |
| SK Baťov 1930            | 2 – 4             | Hodonín                     |
| Slavičín                 | 0 – 1             | FC Zlínsko                  |
| FC Slavia Hradec Králové | 2 – 0             | Vysoké Mýto                 |
| Horovice                 | 1 – 2             | Sokol Hostoun               |
| 29 luglio 2023           |                   |                             |
| Beskyd Frenstat          | 1 – 2             | Vítkovice                   |
| Velke Hamry              | 6 – 1             | Trutnov                     |
| Spoje Praga              | 1 – 3             | Benatky nad Jizerou         |
| Petrin Plzen             | 2 – 1             | Hvezda Cheb                 |
| Hřebeč                   | 3 – 4 (dts)       | Ujezd Praga                 |
| Olympie Brezova          | 4 – 5 (dts)       | Viktoria Marianske Lazne    |
| Robstav Prestice         | 8 – 0             | Ostrov                      |
| Polanka nad Odrou        | 0 – 1             | Hlučín                      |
| Sokol Nespeky            | 2 – 0             | Komarov                     |
| Bilovec                  | 0 – 3             | Frýdek-Místek               |
| Kostelec na Hane         | 0 – 8             | Tatran Bohunice             |
| Bridlicna                | 0 – 6             | Uničov                      |
| Tempo Praga              | 2 – 3             | Kladno                      |
| Tachov                   | 1 – 3             | Klatovy 1898                |
| Skastice                 | 0 – 3             | Slovan Rosice               |
| Jiskra Rymarov           | 3 – 2 (dts)       | Krnov                       |
| Rokycany                 | 1 – 2 (dts)       | Senco Doubravka             |
| Nove Sady                | 5 – 3             | Blansko                     |
| Libisany                 | 3 – 9             | Cidlina Novy Bydzov         |
| Letohrad                 | 0 – 2             | Hlinsko                     |
| Spartak Chrást           | 0 – 2             | Turnov                      |
| Chomutov                 | 3 – 1             | Aritma Praga                |
| ELKO Holseov             | 2 – 1             | Uhersky Brod                |
| Tatran Vsechovice        | 0 – 1             | Hranice                     |
| Vsetin                   | 7 – 1             | Valašské Meziříčí           |
| 30 luglio 2023           |                   |                             |
| Repiste                  | 3 – 1             | Nový Jičín                  |
| Jesenik                  | 0 – 2             | Šumperk                     |
| Kurim                    | 1 – 2             | Nove Mesto na Morave        |
| Sokol Chechovice         | 1 – 5             | Kozlovice                   |
| Sokol Tasovice           | 3 – 5             | Start Brno                  |
| Strani                   | 5 – 3             | Breclav                     |
| Stara Rise               | 0 – 2 (dts)       | Znojmo                      |
| Dalnice Sperice          | 0 – 2             | Tatran Zdirec nad Doubravou |
| Spartak Pruhonice        | 0 – 6             | Benešov                     |
| Pelhřimov                | 0 – 2             | Slovan Havlickuv Brod       |
| Banik Modlany            | 2 – 2 (13-14 dtr) | Steti                       |
| Hluboka nad Vltavou      | 1 – 1 (3-4 dtr)   | Spartak Sobeslav            |
| Unie Hlubina             | 2 – 1             | Frydlant nad Ostravici      |
| Havířov                  | 2 – 1             | Bospor Bohumin              |
| Český Brod               | 2 – 0             | Slany                       |

### Primo turno
| Squadra 1                   | Risultato       | Squadra 2                     |
| --------------------------- | --------------- | ----------------------------- |
| 2 agosto 2023               |                 |                               |
| Turnov                      | 1 – 2           | Arsenal Česká Lípa            |
| 8 agosto 2023               |                 |                               |
| Sokol Lanžhot               | 2 – 2 (5-2 dtr) | Start Brno                    |
| Senco Doubravka             | 1 – 4           | Jiskra Domažlice              |
| Tatran Zdirec nad Doubravou | 1 – 4           | Zbrojovka Brno                |
| 9 agosto 2023               |                 |                               |
| Řepiště                     | 0 – 26          | Prostějov                     |
| Chomutov                    | 0 – 2           | Sokol Brozany                 |
| Petrin Plzen                | 2 – 1           | Robstav Přeštice              |
| Vítkovice                   | 0 – 4           | Fotbal Třinec                 |
| Benátky nad Jizerou         | 0 – 3           | Zápy                          |
| Otava Katovice              | 1 – 2           | Příbram                       |
| Neratovice–Byškovice        | 0 – 1           | Baník Most                    |
| Brandýs nad Labem           | 0 – 2           | Chlumec nad Cidlinou          |
| Sokol Nespeky               | 6 – 3 (dts)     | Motorlet Praga                |
| Slavoj Český Krumlov        | 0 – 7           | Graffin Vlašim                |
| Slovan Havlíčkův Brod       | 0 – 8           | Vysočina Jihlava              |
| Český Brod                  | 0 – 3           | Loko Vltavín                  |
| Újezd Praga 4               | 0 – 1           | Slovan Velvary                |
| Klatovy 1898                | 1 – 6           | Silon Táborsko                |
| Štětí                       | 2 – 3           | Ústí nad Labem                |
| Sokol Hostouň               | 1 – 4           | Dukla Praga                   |
| Čáslav                      | 1 – 2 (dts)     | Admira Praga                  |
| Viktoria Mariánské Lázně    | 4 – 0           | Slavia Karlovy Vary           |
| Havířov                     | 0 – 2           | Unie Hlubina                  |
| ELKO Holešov                | 4 – 1           | Nové Sady                     |
| FC Slavia Hradec Králové    | 0 – 2           | Chrudim                       |
| Vsetin                      | 3 – 1           | Kozlovice                     |
| Hlinsko                     | 1 – 0           | Sokol Živanice                |
| Hodonín                     | 2 – 2 (3-5 dtr) | Vyškov                        |
| Kladno                      | 1 – 0           | Králův Dvůr                   |
| 15 agosto 2023              |                 |                               |
| Jiskra Rýmařov              | 0 – 4           | Hlučín                        |
| Šumperk                     | 1 – 5           | Opava                         |
| Zlinsko                     | 3 – 1           | Frýdek-Místek                 |
| 16 agosto 2023              |                 |                               |
| Kosmonosy                   | 1 – 4           | Varnsdorf                     |
| Žďas Žďár nad Sázavou       | 0 – 3           | Znojmo                        |
| Strání                      | 1 – 0           | Slovan Rosice                 |
| Nové Město na Moravě        | 1 – 3           | Líšeň                         |
| Velké Hamry                 | 2 – 1 (dts)     | Přepeře                       |
| Benešov                     | 1 – 5           | Povltavská fotbalová akademie |
| Spartak Soběslav            | 1 – 0           | Písek                         |
| Cidlina Nový Bydžov         | 0 – 1           | Sparta Kolin                  |
| Tatran Brno Bohuvice        | 2 – 4 (dts)     | Hanácká                       |
| 22 agosto 2023              |                 |                               |
| Hranice                     | 0 – 1           | Uničov                        |
| 23 agosto 2023              |                 |                               |
| Jiskra Ústí nad Orlicí      | 0 – 5           | Viktoria Žižkov               |

### Secondo turno
| Squadra 1                     | Risultato       | Squadra 2                |
| ----------------------------- | --------------- | ------------------------ |
| 29 agosto 2023                |                 |                          |
| ELKO Holešov                  | 0 – 7           | Opava                    |
| Velké Hamry                   | 1 – 3 (dts)     | Dyn. Č. Budějovice       |
| Sokol Nespeky                 | 1 – 6           | Vysočina Jihlava         |
| Zlínsko                       | 1 – 5           | Vyškov                   |
| Hlučín                        | 0 – 2           | Baník Ostrava            |
| 30 agosto 2023                |                 |                          |
| Fotbal Třinec                 | 1 – 4           | Sigma Olomouc            |
| Jiskra Domažlice              | 2 – 0 (dts)     | Příbram                  |
| Mladá Boleslav                | 4 – 2           | Ústí nad Labem           |
| Baník Most                    | 0 – 3           | Pardubice                |
| Sokol Lanžhot                 | 0 – 1           | Trinity Zlín             |
| Vsetin                        | 0 – 4           | Zbrojovka Brno           |
| Unie Hlubina                  | 0 – 8           | Slovácko                 |
| Sparta Kolin                  | 3 – 1           | Chlumec nad Cidlinou     |
| Strání                        | 1 – 2           | Hanácká                  |
| Sokol Brozany                 | 3 – 4           | Teplice                  |
| 5 settembre 2023              |                 |                          |
| Admira Praga                  | 1 – 5           | Jablonec                 |
| Znojmo                        | 2 – 4           | Prostějov                |
| 6 settembre 2023              |                 |                          |
| Loko Vltavín                  | 0 – 3           | Dukla Praga              |
| Zápy                          | 1 – 0           | Táborsko                 |
| Arsenal Česká Lípa            | 1 – 2           | Chrudim                  |
| Kladno                        | 2 – 1           | Varnsdorf                |
| Hlinsko                       | 1 – 2 (dts)     | Líšeň                    |
| Petřín Plzeň                  | 0 – 1           | Viktoria Mariánské Lázně |
| Uničov                        | 1 – 0           | Karviná                  |
| Spartak Soběslav              | 2 – 4           | Hradec Králové           |
| Povltavská fotbalová akademie | 1 – 6           | Viktoria Žižkov          |
| 20 settembre 2023             |                 |                          |
| Slovan Velvary                | 1 – 1 (5-4 dtr) | Graffin Vlašim           |

### Terzo turno
Il sorteggio per il terzo turno si è tenuto il 15 settembre 2023.
Entrano in scena gli ultimi club, quelli iscritti alle coppe europee.
| Squadra 1                | Risultato       | Squadra 2      |
| ------------------------ | --------------- | -------------- |
| 26 settembre 2023        |                 |                |
| Kladno                   | 0 – 2           | Slovan Liberec |
| Mladá Boleslav           | 4 – 2           | Prostějov      |
| 27 settembre 2023        |                 |                |
| Opava                    | 3 – 2           | Zbrojovka Brno |
| Zápy                     | 1 – 2           | Baník Ostrava  |
| Jiskra Domažlice         | 1 – 1 (4-5 dtr) | Jablonec       |
| Hanácká                  | 0 – 2           | Slavia Praga   |
| Vyškov                   | 1 – 0           | Teplice        |
| Líšeň                    | 0 – 1           | Sparta Praga   |
| Slovácko                 | 3 – 4           | Dukla Praga    |
| Vysočina Jihlava         | 0 – 1           | Hradec Králové |
| Slovan Velvary           | 1 – 1 (5-4 dtr) | Pardubice      |
| 10 ottobre 2023          |                 |                |
| Dyn. Č. Budějovice       | 2 – 0           | Chrudim        |
| 11 ottobre 2023          |                 |                |
| Viktoria Žižkov          | 0 – 1           | Sigma Olomouc  |
| Uničov                   | 1 – 2           | Trinity Zlín   |
| Kolín                    | 1 – 7           | Bohemians 1905 |
| 12 ottobre 2023          |                 |                |
| Viktoria Mariánské Lázně | 0 – 10          | Viktoria Plzeň |

### Quarto turno
Il sorteggio per il terzo turno si è tenuto il 12 ottobre 2023.
| Squadra 1          | Risultato   | Squadra 2      |
| ------------------ | ----------- | -------------- |
| 1 novembre 2023    |             |                |
| Slovan Liberec     | 1 – 0       | Mladá Boleslav |
| Dukla Praga        | 3 – 1       | Vyškov         |
| Baník Ostrava      | 0 – 1       | Trinity Zlín   |
| Bohemians 1905     | 1 – 2       | Sparta Praga   |
| 16 novembre 2023   |             |                |
| Dyn. Č. Budějovice | 1 – 2       | Jablonec       |
| Sigma Olomouc      | 1 – 3       | Viktoria Plzeň |
| 17 novembre 2023   |             |                |
| Slovan Velvary     | 1 – 2       | Opava          |
| 6 dicembre 2023    |             |                |
| Hradec Králové     | 0 – 2 (dts) | Slavia Praga   |

### Quarti di finale
| Squadra 1        | Risultato   | Squadra 2      |
| ---------------- | ----------- | -------------- |
| 25 febbraio 2024 |             |                |
| Opava            | 2 – 0       | Dukla Praga    |
| 28 febbraio 2024 |             |                |
| Slavia Praga     | 2 – 3 (dts) | Sparta Praga   |
| Trinity Zlín     | 2 – 1 (dts) | Slovan Liberec |
| 2 aprile 2024    |             |                |
| Jablonec         | 0 – 3       | Viktoria Plzeň |

### Semifinali
| Squadra 1      | Risultato | Squadra 2    |
| -------------- | --------- | ------------ |
| 3 aprile 2024  |           |              |
| Opava          | 0 – 2     | Sparta Praga |
| 24 aprile 2024 |           |              |
| Viktoria Plzeň | 3 – 0     | Trinity Zlín |

### Finale
| Plzen 22 maggio 2024, ore 19:00 CEST                                          | Viktoria Plzeň | 1 – 2                             | Sparta Praga | Města Plzně |
| \| \| \| \| \| Chorý 87’ \| Marcatori \| 79’ (aut.) Dweh 90+1’ Birmančević \| |                |                                   |              |             |
|                                                                               |                |                                   |              |             |
| Chorý 87’                                                                     | Marcatori      | 79’ (aut.) Dweh 90+1’ Birmančević |              |             |